# Passerina
Passerina es un género de plantas fanerógamas perteneciente a la familia Thymelaeaceae, con 133 especies descritas.

## Especies seleccionadas
- Passerina ammodendron
- Passerina annua
- Passerina anthylloides